# Sebastian Mai
Sebastian Mai (* 10. Dezember 1993 in Dresden) ist ein deutscher Fußballspieler. Er wird hauptsächlich als Innenverteidiger eingesetzt, kann allerdings auch im defensiven Mittelfeld spielen.

## Karriere
Mai wurde unter anderem in seiner Geburtsstadt Dresden bei der SG Dynamo ausgebildet. Zur Saison 2012/13 kam er für die zweite Mannschaft des Vereins in der Oberliga Nordost als Innenverteidiger zu seinen ersten Einsätzen im Herrenbereich. Im Sommer 2013 wechselte er zum Drittligisten Chemnitzer FC. Mai spielte hauptsächlich für dessen zweite Mannschaft in der Oberliga Nordost und kam für sie in 25 Partien auf acht Saisontore. Darüber hinaus führte er sie bis zur Winterpause auch als Mannschaftskapitän an.
Zur Saison 2014/15 wurde der Verteidiger vom Regionalligisten FSV Zwickau verpflichtet. Hier konnte er sich einen Stammplatz erarbeiten und verpasste lediglich vier Ligapartien, wurde mit dem FSV am Saisonende Vizemeister hinter dem 1. FC Magdeburg und erreichte das Endspiel um den Sachsenpokal. Ein Jahr später gewann Mai mit Zwickau schließlich die Meisterschaft und konnte sich in der anschließenden Aufstiegsrelegation gegen die SV Elversberg durchsetzen.
Trotz des Drittligaaufstiegs verließ der Abwehrspieler Zwickau und schloss sich dem künftigen Liga-Konkurrenten Preußen Münster an, bei dem er einen Zweijahresvertrag erhielt. Für die Adler kam Mai in zwei Jahren auf 59 Pflichtspiele, in denen ihm drei Tore sowie fünf Vorlagen gelangen. Der Stammspieler fiel aufgrund einer Oberschenkelverletzung von Dezember 2017 bis April 2018 aus.
Seinen auslaufenden Vertrag verlängerte Mai in der Folge nicht mehr und wechselte zur Spielzeit 2018/19 zum Ligakonkurrenten Hallescher FC. Mit dem HFC scheiterte er in seinem ersten Jahr, in dem er auch häufiger als Stürmer eingesetzt wurde, als Tabellenvierter nur knapp am Aufstieg in die 2. Fußball-Bundesliga. Unter Cheftrainer Torsten Ziegner wurde Mai im Sommer 2019 zum Stellvertreter des Mannschaftskapitäns Jan Washausen ernannt. Bis Sommer 2020 verpasste der Sachse zehn Ligaspiele aufgrund von Sperren und einer Bänderverletzung, in den restlichen stand er stets in der Startelf. In 30 Einsätzen gelangen Mai fünf Tore sowie eine Torvorlage, nach einer guten Hinserie musste der Verteidiger mit Halle in der Rückrunde um den Klassenerhalt kämpfen. Ein anschließendes Angebot zur Vertragsverlängerung lehnte er ab.
Anschließend kehrte Mai 2020 zu seinem in die 3. Liga abgestiegenen Ausbildungsverein Dynamo Dresden zurück und unterschrieb einen bis Juni 2022 gültigen Vertrag. Vor Saisonbeginn wurde er als Nachfolger von Florian Ballas zum neuen Mannschaftskapitän gewählt. Im Jahr 2022 wechselt Mai von Dynamo Dresden zum MSV Duisburg und hat einen Vertrag bis 2024 unterschrieben.

## Erfolge
FSV Zwickau
- Meister der Regionalliga Nordost und Aufstieg in die 3. Liga: 2016

SG Dynamo Dresden
- Meister der 3. Liga und Aufstieg in die 2. Bundesliga: 2021

## Privates
Mai lebt in Dresden-Briesnitz. Sein Vater Lars (* 1970) war von November 2013 bis September 2017 Aufsichtsratsmitglied von Dynamo Dresden. Sein Bruder Lars Lukas (* 2000) ist ebenfalls Fußballspieler. In der Drittligasaison 2019/20 trafen die Brüder mit ihren jeweiligen Vereinen erstmals aufeinander, beide Spiele gewann Lars Lukas mit dem FC Bayern München II.